# 穿過婆家村
《穿過婆家村》（英語：Passing Through My Mother-in-law's Village），由胡台麗導演。是一部導演身兼人類學研究員的田野調查與外省籍媳婦個人生命史影像作品，反映了台灣都市更新的土地規劃與農村轉型的變遷過程。

## 作品介紹
身為人類學家的導演，在1976年到1978年間，以外省籍媳婦的身分到婆婆家的村落，也就是臺中南屯劉厝村，學習台語和農村文化，並進行人類學的田野研究。除了家庭與傳統祭祀習俗紀錄以外，同時也為因為1993年底規劃的東西向快速道路工程，而面臨土地徵收的村民與被縱橫貫穿的劉厝村村落，留下拆遷之際的影像紀錄。影片在1997年於劉厝村土地公廟、台中萬和宮與台中科博館首映，並於台北真善美電影院正式上映。
導演由此次田調亦先後完成了散文作品《媳婦入門》（1982）及博士論文《婆家村落：台灣農村工業化與變遷》（My Mother-in law's Village: Rural Industrialization and Change in Taiwan, 1984）。
導演2006年再次回訪劉厝村，拍攝作品《穿過後》，紀錄內容為在高架快速道路下所創造出的新的生活模式，呈現人對環境變遷的適應能力。

## 參展紀錄
1998年 德國哥丁根國際民族誌影展 Gottingen International Ethnographic Film Festival (Germany)
1998年 愛沙尼亞PARNU國際紀錄片與人類學影片展 Parnu International Documentary and Anthropological Film Festival (Estonia)
1998年 美國瑪格麗特．米德紀錄片影展 Margaret Mead Film Festival (New York)
1999年 荷蘭阿姆斯特丹國際民族誌影展 Beeld voor beeld Film Festival（Netherland）

## 作品評價
遠見雜誌選出1956年間至2016年間具台灣變遷紀事的50部各類型的電影作品。《穿過婆家村》以其首部上台灣院線的紀錄片之姿，開啟了戲院成為紀錄片公開放映的重要管道，同時彌補了當時劇情片低迷的空缺，其開創性成為1997年至2016年間紀錄片類型的代表。

## 外部連結
- TaiwanDocs台灣紀錄片資料庫《穿過婆家村》介紹 （页面存档备份，存于）（繁體中文/英文） （页面存档备份，存于）
- 豆瓣電影《穿過婆家村》介紹 （簡體中文） （页面存档备份，存于）
- 2008年台灣國際紀錄片影展《穿越過家村》介紹（繁體中文） （页面存档备份，存于）
- 2022年女性影展【懷念胡台麗】專題單元（繁體中文） （页面存档备份，存于）
- 中研院民族學研究所. 退休研究人員 - 胡台麗 (Hu, Tai-Li)/著作目錄/影音作品（繁體中文） （页面存档备份，存于）